# Kamenné proudy u Domašova
Kamenné proudy u Domašova je přírodní památka jižně od obce Domašov nad Bystřicí v okrese Olomouc. Chráněné území zaujímá svahy po levé straně údolí říčky Bystřice. Chráněné území je ve správě Ministerstva životního prostředí České republiky.

## Předmět ochrany
Důvodem ochrany jsou fosilní geomorfologické jevy z posledního glaciálu.

## Fotogalerie

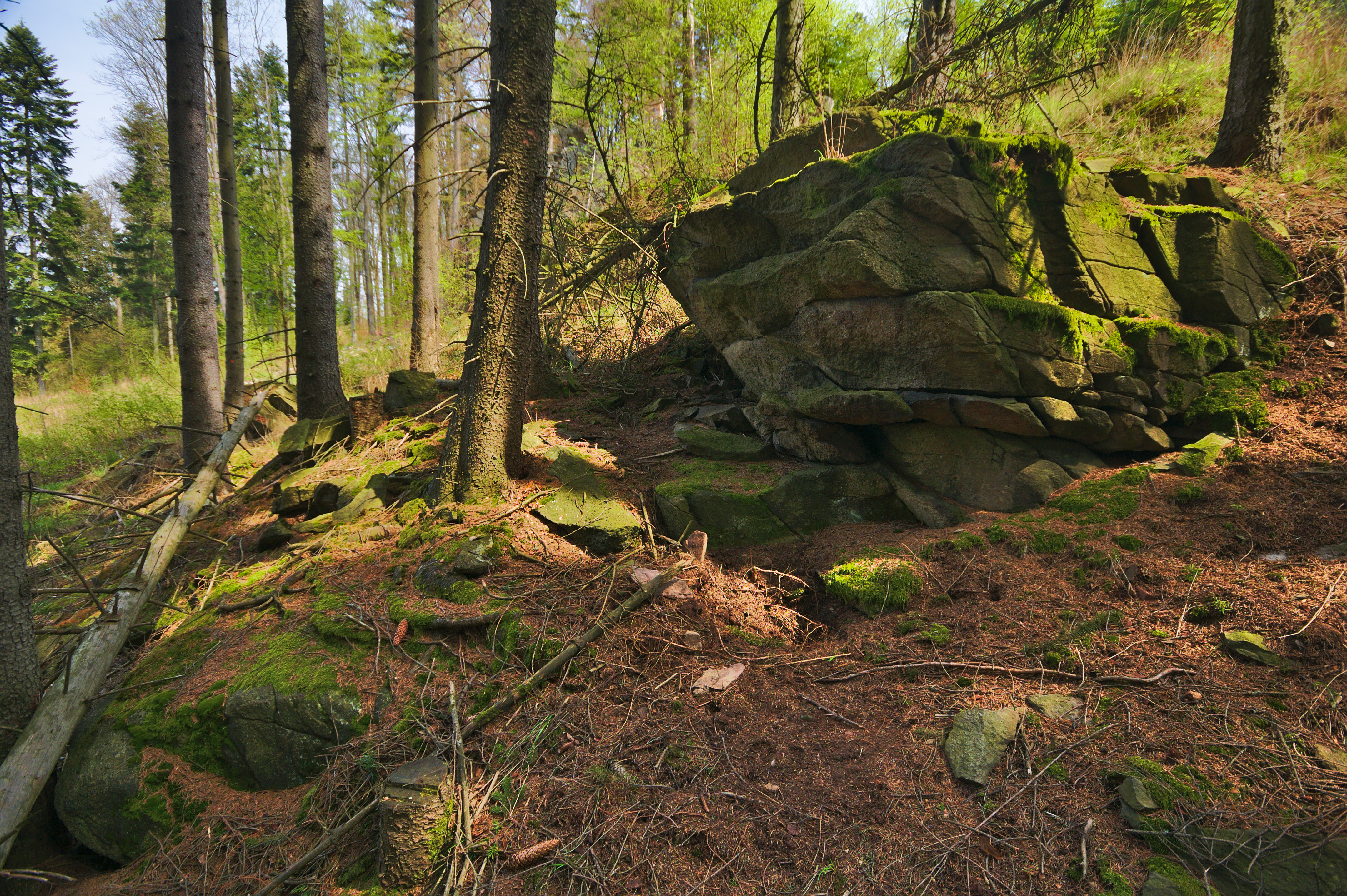
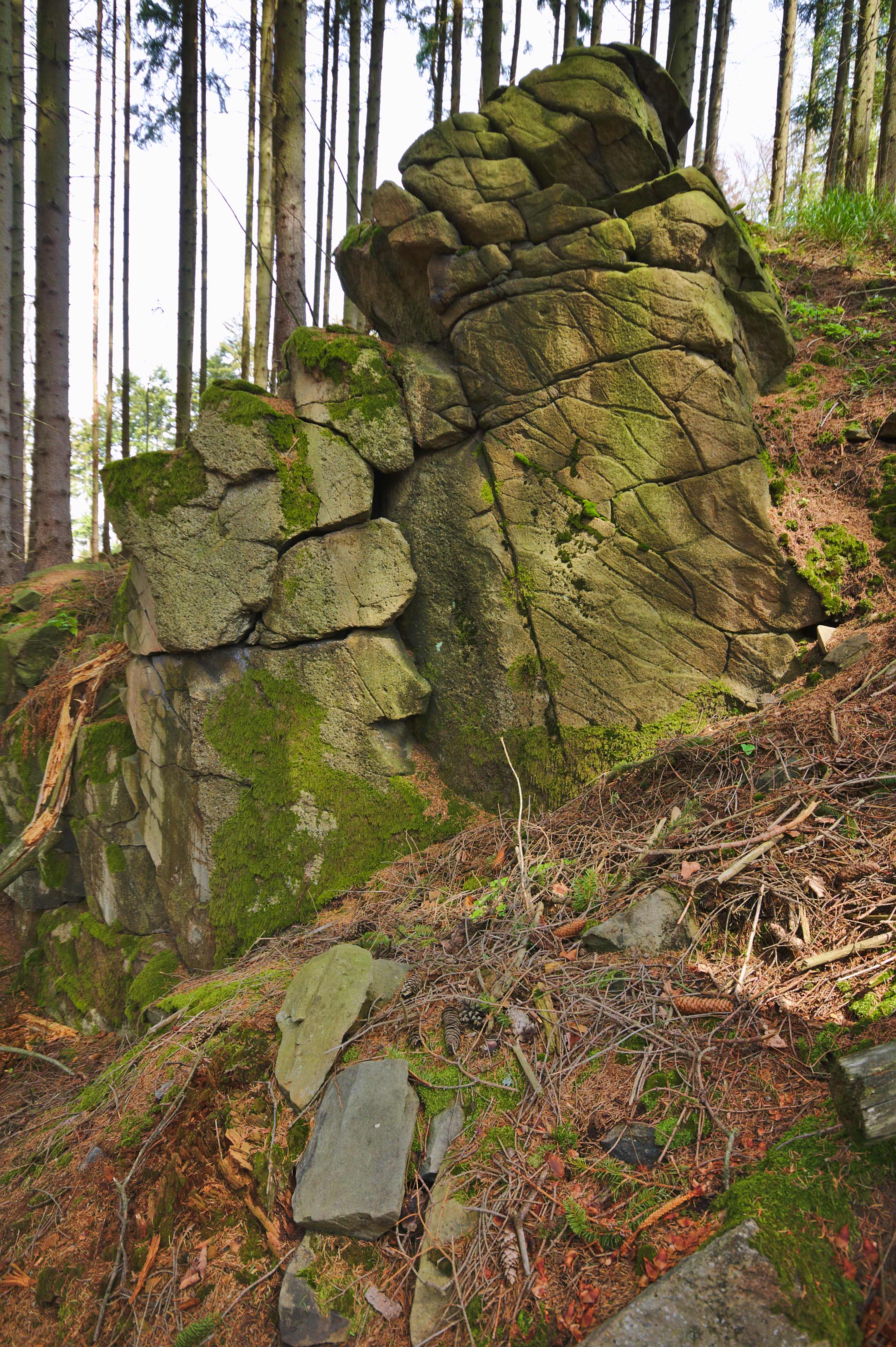
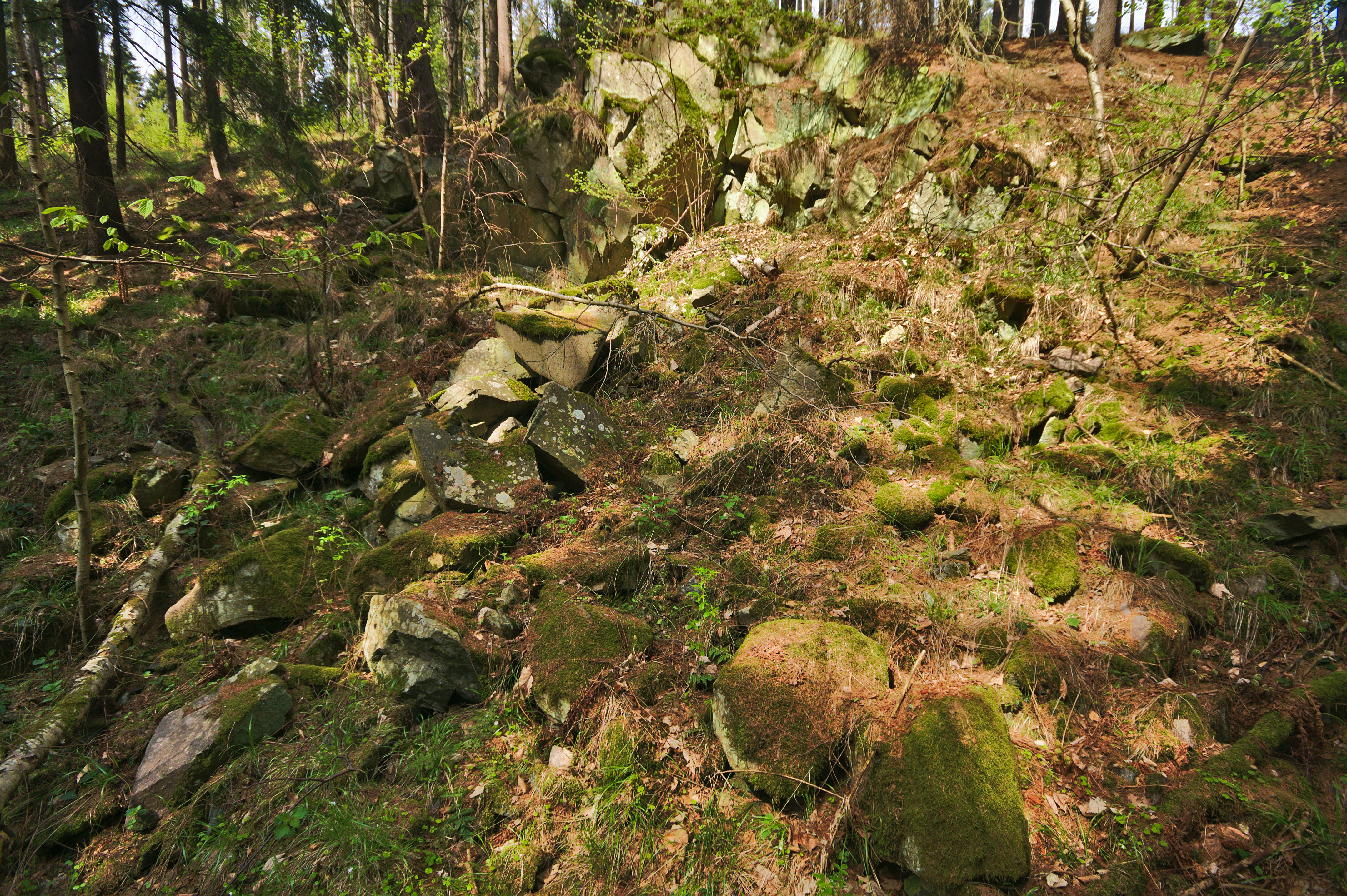
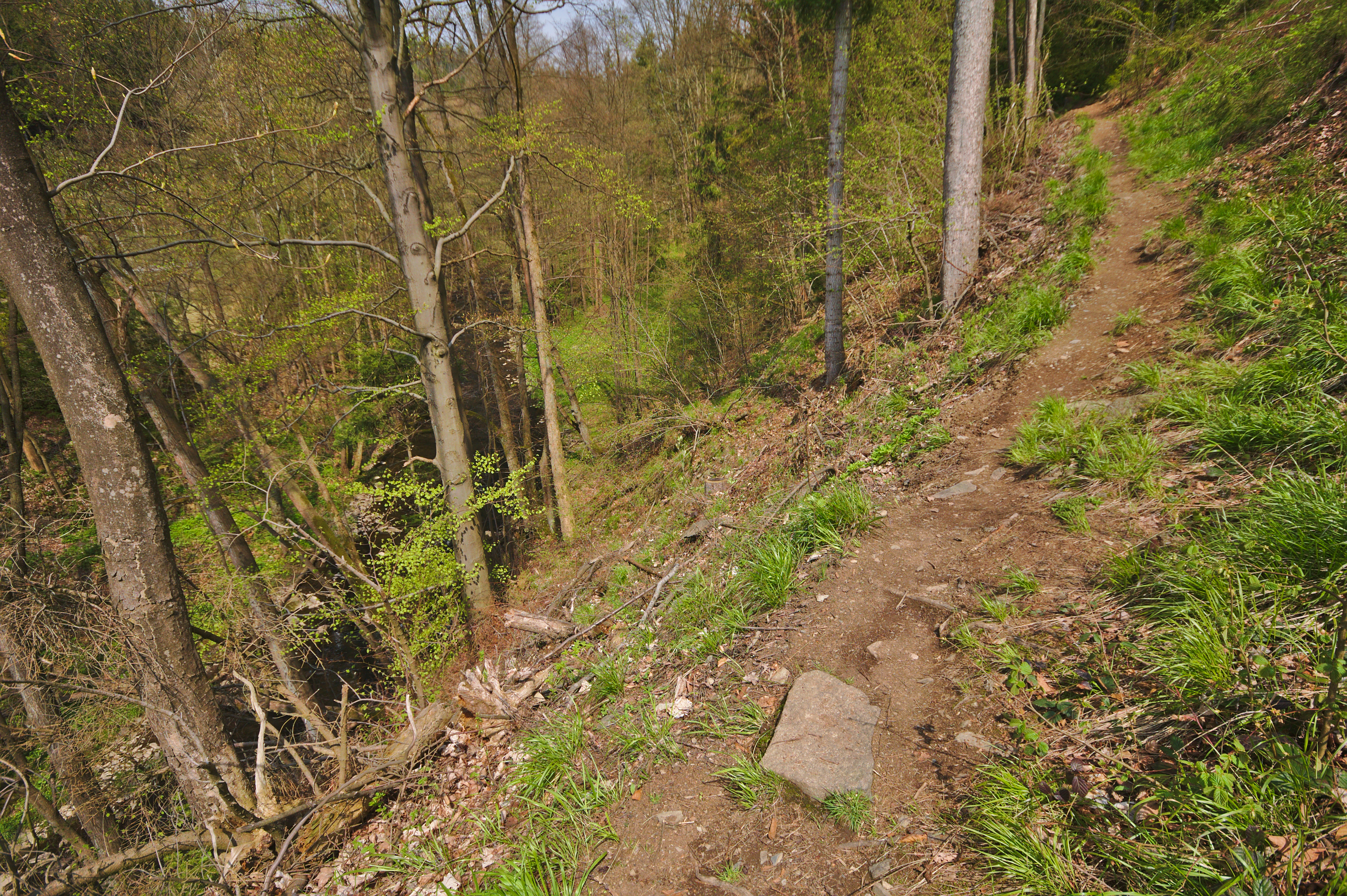
Turistická trasa vedoucí přes chráněné území